# Zone économique spéciale de Musienene
La zone économique spéciale de Musienene est la première et grande zone économique spéciale à être implantée à l'Est de la République démocratique du Congo, dans la province du Nord-Kivu, à 17 km au sud de la ville commerciale de Butembo sur 127 hectares. 
Elle génère près de 10 000 emplois à travers 20 grandes industries et plus de 100 petites et moyennes entreprises.